# Dmitrij Mielnik
Dmitrij Nikanorowicz Mielnik (ros. Дми́трий Никано́рович Ме́льник, ur. 24 września?/7 października 1912 we wsi Snitiwka w guberni podolskiej, zm. 5 lutego 1969 w Lipiecku) – radziecki polityk, członek KC KPZR (1952-1956), I sekretarz Sachalińskiego Komitetu Obwodowego WKP(b) (1945-1951).

## Życiorys
W latach 1929–1932 uczeń technikum agrochemicznego w Krasnohradzie, potem pracował jako agrotechnik, a od stycznia 1933 do grudnia 1934 był kierownikiem wydziału i zastępcą przewodniczącego obwodowego biura stanicy maszynowo-traktorowej komitetu związku zawodowego pracowników sowchozów zbożowych obwodu donieckiego. Od grudnia 1934 do lutego 1937 w wojskach NKWD, od 1937 w WKP(b), od lutego 1937 w Zarządzie NKWD Kraju Dalekowschodniego, później I sekretarz Komitetu Miejskiego Komsomołu w Chabarowsku, sekretarz Chabarowskiego Obwodowego (później Krajowego) Komitetu Komsomołu. Od maja 1939 do czerwca 1940 sekretarz Komitetu Miejskiego WKP(b) w Komsomolsku nad Amurem ds. kadr, od czerwca 1940 do grudnia 1944 przewodniczący Komitetu Wykonawczego Rady Miejskiej w Komsomolsku nad Amurem, od grudnia 1944 do listopada 1945 zastępca przewodniczącego Komitetu Wykonawczego Rady Kraju Chabarowskim. Od 4 sierpnia 1945 do 15 czerwca 1951 I sekretarz Sachalińskiego Komitetu Obwodowego WKP(b), 1951-1952 słuchacz kursów przy KC WKP(b), w 1952 instruktor KC WKP(b), później studiował w Wyższej Szkole Partyjnej przy KC KPZR. Od września 1952 do marca 1955 I sekretarz Nadmorskiego Krajowego Komitetu WKP(b)/KPZR, od 14 października 1952 do 14 lutego 1956 członek KC KPZR, sekretarz Komitetu Obwodowego KPZR w Lipiecku, zastępca przewodniczącego Komitetu Wykonawczego Lipieckiej Rady Obwodowej. Deputowany do Rady Najwyższej ZSRR 2 i 3 kadencji. Odznaczony Orderem Czerwonego Sztandaru Pracy i Orderem „Znak Honoru”.